# Camille (Horaces)
Pour les articles homonymes, voir Camille.
Camille, jeune Romaine, sœur des Horaces et fiancée à l'un des Curiaces, fut tuée par son frère, vainqueur dans le combat des trois Horaces contre les trois Curiaces parce qu'elle maudissait sa victoire (667 av. J.-C.). À la mort de son fiancé, elle se dénoue les cheveux et pleure son bien-aimé.
Pierre Corneille en a fait l'héroïne de sa tragédie d'Horace, dans laquelle il lui fait prononcer contre Rome des imprécations célèbres : « Rome, l’unique objet de mon ressentiment ! / Rome à qui vient ton bras d'immoler mon amant ! […]. »
Le peintre français Girodet a peint La Mort de Camille ; ce tableau date de 1785, il est conservé au musée de Montargis.